# Hangyásztücskök
A hangyásztücskök (Myrmecophilidae) az egyenesszárnyúak (Orthoptera) rendjében a tojócsövesek (Ensifera) alrendjébe tartozó tücskök (Grylloidea) egyik családja.

## Megjelenésük, felépítésük
Testük rövid (mindössze néhány milliméter), zömök. Ugró végtagjaik vaskosak.

## Életmódjuk, élőhelyük
Életüket hangyabolyokban töltik, és ott elveszik a hangyáktól a táplálékot, illetve lenyalogatják a hangyákat, elfogyasztva az azok testét borító, olajos anyagot. Ezért élősködőknek számítanak: a kapcsolatból a hangyáknak semmiféle haszna nincs. A kis hangyásztücsök (Myrmecophila acervorum) életmódját Szabó-Patay József tanulmányozta behatóan, megállapítva egyebek közt, hogy ez a Formica rufa, Camponotus vagus és Myrmica sp. hangyák bolyaiban él.
Nagyjából két évig élnek; ezalatt a nőstények mintegy 40 petét raknak le. Az imágók telelnek át, de ehhez elhagyják a hangyabolyokat.
Hímjeik viszonylag ritkák, és a nőstényekkel is ritkán találkoznak, ezért főleg szűznemzéssel szaporodnak.

## Rendszerezésük
A hangyásztücskök családjában egy alcsaládot és azon kívül még két nemet különböztetnek meg (ezek egyike kihalt).
- valódi hangyásztücskök (Myrmecophilinae) Saussure, 1870 alcsaládja két nemzetséggel:
  - Bothriophylacini nemzetség két(?) nemmel:
    - Eremogryllodes
    - Microbothriophylax

  - Myrmecophilini nemzetség két(?) nemmel:
    - Myrmecophilus
    - Myrmophilellus
- alcsaládba nem sorolt nemek:
  - † Araripemyrmecophilops
  - Camponophilus

## Egyéb
A Baron-hangyásztücsök (Myrmecophilus baronii) az Európai Közösségben védett.greenfo.hu